# Giocondo
Giocondo  è un nome proprio di persona italiano maschile.

## Varianti
- Alterati: Giocondino[1][2]
- Femminili: Gioconda[1][3][4]
  - Alterati: Giocondina
  - Ipocoristici: Ondina

### Varianti in altre lingue
- Latino: Iucundus[1], Jucundus[5]
  - Femminili: Iucunda[1][3], Jucunda
- Polacco: Jukund

## Origine e diffusione
Deriva dai supernomina e poi praenomina latini imperiali Iucundus e Iucunda, il cui significato è letteralmente "giocondo", "gioioso", "allegro", "gaio". 
La forma femminile, Gioconda, è particolarmente nota per essere l'appellativo della Monna Lisa di Leonardo da Vinci (nel qual caso deriva però dal cognome del marito di Lisa Gherardini, "del Giocondo"); la fama del quadro potrebbe aver in parte aiutato la diffusione del nome.

## Onomastico
L'onomastico si può festeggiare in memoria di più santi, alle date seguenti:
- 5 gennaio, san Giocondo, martire con altri compagni in Africa[6]
- 6 gennaio, san Giocondo, martire a Sirmio[7]
- 9 gennaio, san Giocondo, martire con i santi Felice, Secondo, Epitteto e Vitale in Africa sotto Decio[5][8]
- 18 marzo, san Giocondo, martire in Mauritania[5]
- 3 luglio, san Giocondo, martire a Costantinopoli[5]
- 21 luglio, san Giocondino, martire a Troyes con altri compagni[2]
- 27 luglio, santa Gioconda, martire a Nicomedia[9]
- 15 agosto, santa Gioconda, vergine e martire a Roma[10]
- 14 novembre, san Giocondo, vescovo di Bologna e confessore[5][10][11]
- 25 novembre, santa Gioconda, religiosa a Reggio Emilia[12]
- 14 dicembre, san Giocondo, martire a Reims nell'invasione di Attila[13]
- 30 dicembre, san Giocondo, vescovo di Aosta[5][10]

## Persone
- Giocondo Albertolli, architetto e decoratore svizzero
- Giocondo Dalla Rizza, ciclista su strada italiano
- Giocondo Fino, compositore italiano
- Giocondo Pillonetto, poeta italiano

### Variante femminile Gioconda
- Gioconda Belli, poetessa, giornalista e scrittrice nicaraguense
- Gioconda De Vito, violinista italiana naturalizzata britannica
- Gioconda Salvadori, vero nome di Joyce Lussu, scrittrice, traduttrice, partigiana e poetessa italiana